# Ain't Nobody
"Ain't Nobody" (en español: No hay nadie) es una canción interpretada por la banda estadounidense de funk, Rufus y la cantante estadounidense, Chaka Khan. Se publicó el 4 de noviembre de 1983 como bonus track de su álbum en vivo, Stompin' at the Savoy (1983). "Ain't Nobody" consiguió un número uno en Top R&B Singles y un número 22 en la Billboard Hot 100. Se ha convertido en la canción insignia de Chaka Khan. La canción ganó un Premio Grammy por Mejor interpretación vocal R&B de un dúo, grupo o coro.
El pianista de Rufus, David "Hawk" Wolinski, compuso la canción con una sola pista de sintetizador en bucle, acompañada por una Linn LM-1. Cuando terminaron de grabar la canción, Warner escogió otra canción como primer sencillo. Wolinski amenazó con darle la canción a Michael Jackson, para el álbum Thriller si no publicaban la canción como primer sencillo. La discográfica aceptó y "Ain't Nobody" alcanzó el número uno en el R&B Chart la semana del 15 de octubre de 1983.
La canción fue incluida en la banda sonora de la película de 1984, Breakin'.

## Posicionamiento en las listas

### Semanales
| Lista (1983–84)                            | Mejor posición |
| ------------------------------------------ | -------------- |
| Estados Unidos (Billboard Hot 100)         | 22             |
| Estados Unidos (Billboard Top R&B Singles) | 1              |
| Países Bajos (Dutch Top 40)                | 29             |
| Reino Unido (Official Charts Company)      | 8              |

| Lista (1989)                                     | Mejor posición |
| ------------------------------------------------ | -------------- |
| Alemania Occidental (Offizielle Deutsche Charts) | 9              |
| Eurochart Hot 100                                | 22             |
| Irlanda (IRMA)                                   | 8              |
| Reino Unido (UK Singles Chart)                   | 6              |

## Otras versiones

### Versión de Diana King
Diana King grabó una versión de la canción en 1995, lanzada como el tercer sencillo de su álbum debut, Tougher Than Love. Esta producida por Handel Tucker y grabada en el estudio de grabación Tuff Gong de Bob Marley en Kingston, Jamaica. En el Reino Unido se posicionó en el número 13 mientras que en los Estados Unidos logró el número 95 en la Billboard Hot 100, y el número 4 en la lista de musica dance de Billboard. El video musical fue dirigido por Kevin Bray.

#### Posicionamiento en las listas
| Listas (1995)                         | Mejor posición |
| ------------------------------------- | -------------- |
| Alemania (Offizielle Deutsche Charts) | 62             |
| Bélgica (Flandes) (Ultratop 50)       | 48             |
| Bélgica (Valonia) (Ultratop 50)       | 25             |
| Escocia (Scottish Singles Chart)      | 30             |
| España (AFYVE)                        | 20             |
| Estados Unidos (Billboard Hot 100)    | 94             |
| Estados Unidos (Hot Dance Club Play)  | 4              |
| European Hot 100 Singles              | 35             |
| Francia (SNEP)                        | 41             |
| Islandia (Íslenski Listinn Topp 40)   | 28             |
| Italia (Hit Parade Italia)            | 23             |
| Nueva Zelanda (Recorded Music NZ)     | 28             |
| Países Bajos (Dutch Top 40)           | 36             |
| Reino Unido (UK Singles Chart)        | 13             |
| Reino Unido (UK R&B Chart)            | 3              |
| Suecia (Sverigetopplistan)            | 30             |
| Suiza (Schweizer Hitparade)           | 31             |

### Versión de Félix Jaehn
El DJ y productor alemán Felix Jaehn, publicó en 2015 un remix de la canción titulada «Ain't Nobody (Loves Me Better)», en español: No hay nadie (Que me ame mejor), con la voz de la cantante británica Jasmine Thompson. Es el sencillo principal de su EP debut, Felix Jaehn. El remix está basado en la versión en solitario que hizo Thompson en 2013 cuando ella tenía 13 años, la cual alcanzó el número 32 en UK Singles Chart. Sin embargo, el remix de Félix Jaehn se convirtió en un éxito internacional, liderando las listas de Alemania, Austria, Hungría, Países Bajos, República Checa, Israel y Polonia, por otro lado obtuvo el número dos en el Reino Unido y Francia, e ingresó en los primeros diez en otros países europeos y Australia.

#### Lista de canciones
| Sencillo en CD |                                                         |          |  |
| N.º            | Título                                                  | Duración |  |
| 1.             | «Ain't Nobody (Loves Me Better)» (con Jasmine Thompson) | 4:01     |  |
| 2.             | «I Do» (con Poppy Haddigan)                             | 3:02     |  |

| Descarga digital |                                                                          |          |  |
| N.º              | Título                                                                   | Duración |  |
| 1.               | «Ain't Nobody (Loves Me Better)» (Extended Mix)                          | 5:05     |  |
| 2.               | «Ain't Nobody (Loves Me Better)» (The Dealer Remix)                      | 3:51     |  |
| 3.               | «Ain't Nobody (Loves Me Better)» (Gunes Ergun Remix)                     | 5:44     |  |
| 4.               | «Ain't Nobody (Loves Me Better)» (The Rooftop Boys Remix / Extended Mix) | 4:08     |  |
| 5.               | «Ain't Nobody (Loves Me Better)» (The Golden Boy Remix)                  | 6:22     |  |
| 6.               | «Ain't Nobody (Loves Me Better)» (Tom & Collins Tech House Remix)        | 5:14     |  |

#### Posicionamiento en las listas
| Lista (2015)                                | Mejor posición |
| ------------------------------------------- | -------------- |
| Alemania (Media Control AG)                 | 1              |
| Australia (ARIA)                            | 6              |
| Austria (Ö3 Austria Top 40)                 | 1              |
| Bélgica (Flandes) (Ultratop 50)             | 6              |
| Bélgica (Valonia) (Ultratop 50)             | 7              |
| Canadá (Canadian Hot 100)                   | 95             |
| República Checa (Rádio Top 100)             | 1              |
| Dinamarca (Tracklisten)                     | 2              |
| Eslovaquia (Rádio Top 100)                  | 3              |
| Eslovenia (SloTop50)                        | 1              |
| España (Top 100 Canciones)                  | 6              |
| Estados Unidos (Dance Club Songs)           | 50             |
| Estados Unidos (Hot Dance/Electronic Songs) | 10             |
| Estados Unidos (Dance/Mix Show Airplay)     | 15             |
| Euro Digital Song Sales                     | 2              |
| Finlandia (OFC)                             | 10             |
| Francia (SNEP)                              | 2              |
| Hungría (Rádiós Top 40)                     | 1              |
| Hungría (Dance Top 40)                      | 3              |
| Hungría (Single Top 40)                     | 1              |
| Irlanda (IRMA)                              | 5              |
| Israel (Media Forest)                       | 1              |
| Italia (FIMI)                               | 22             |
| México (Mexico Ingles Airplay)              | 1              |
| Noruega (VG-lista)                          | 13             |
| Nueva Zelanda (Recorded Music NZ)           | 21             |
| Países Bajos (Dutch Top 40)                 | 1              |
| Polonia (Polish Airplay Top 100)            | 1              |
| Reino Unido (UK Singles Chart)              | 2              |
| Rusia (Tophit)                              | 1              |
| Suecia (Sverigetopplistan)                  | 7              |
| Suiza (Schweizer Hitparade)                 | 5              |